# 顺和乡 (永城市)
顺和乡是中国河南省永城市下辖的一个乡。

## 行政区划
顺和乡下辖：东街村、张庄村、高新庄村、蒋后六子村、赵路口村、李大庄村、朱庄村、刘木匠庄村、吕小楼村、西街村、洪菜园村、赵营村、夏楼村、梁庄村、玉皇村、蔡小街村、蒋大庄村、赵洼村、姬庄村、刘古同村、韩庄村、王庄村、高口村、丰沃村、赵庄埠村、高双庙村、房集村、平房村、蔡庄村。